# CryoLetters
CryoLetters (ook Cryo-Letters) is een internationaal, aan collegiale toetsing onderworpen wetenschappelijk tijdschrift op het gebied van de
cryobiologie.
Het wordt uitgegeven door CryoLetters LLC en verschijnt tweemaandelijks.